# Ламбрехтс, Эрик
Эрик Ламбрехтс (фр. Erik Lambrechts; род. 17 сентября 1984, Лёвен, Брабант) — бельгийский футбольный судья. Судья ФИФА с 2014 года.

## Карьера
С 2011 года Ламбрехтс работает главным судьёй на играх в бельгийской футбольной лиге.
В 2014 году включен в список арбитров ФИФА и судит международные футбольные матчи.
24 мая 2014 года дебютировал в качестве рефери УЕФА, отработав на матче отборочного турнира чемпионата Европы по футболу среди юношей до 21 года между Швецией и Болгарией (1-2).
1 мая 2019 года Ламбрехтс судил финал Кубка Бельгии между командами «Гент» и «Мехелен», в котором «Мехелен» выиграл со счетом 1-2. 6 мая 2019 года выбран «рефери года» на гала-церемонии Pro League в Брюсселе.
В сезоне 2021/22 годов Ламбрехтс впервые отработал главным судьёй на матче группового этапа Лиги конференций УЕФА, а в сезоне 2022/23 годов обслужил первый матч группового этапа Лиги Европы УЕФА. Кроме того, он работал на матчах сборных в Лиги наций, отборочных матчах чемпионата Европы к чемпионату мира 2022 года в Катаре, а также в товарищеских поединках. Эрик судил матч Суперкубка Бельгии 2022 года и обслуживал матчи на молодёжном чемпионате Европы 2023 года.
7 ноября 2023 года дебютировал на групповом этапе Лиги чемпионов, отработав на матче, в котором встречались английский «Манчестер Сити» и швейцарский «Янг Бойз».